# Kuilua loveni
Kuilua loveni es una especie de coleóptero de la familia Megalopodidae.

## Distribución geográfica
Habita en Nairobi (Kenia).